# Clemencia Sánchez
María Clemencia Sánchez (Itagüí, 1970) es una poeta, ensayista y traductora colombiana. Licenciada en Idiomas de la Universidad de Antioquia, maestra y doctora en literatura hispanoamericana de la Universidad de Cincinnati (EE. UU.), su poesía se caracteriza por la apertura intertextual y un lenguaje equilibrado sutilmente entre la expresión y la experiencia. Poemas y reseñas, ensayos suyos, han aparecido en revistas y publicaciones del país y del exterior. Tradujo al español poetas africanos, ingleses y franceses para el Festival Internacional de Poesía de Medellín.

## Obras
- El velorio de la amanuense
- Antes de la consumación
- Paraíso precario
- Recolección en rojo
- Sed de espacio

## Premios
- Premio de poesía Colombo-Cubano, Afranio Parra, 1997.